# Tương tác từ

## Thí nghiệm
Đầu thế kỷ 19, nhà vật lý Pháp André-Marie Ampère phát hiện rằng: hai dây dẫn mang dòng điện cũng tương tác với nhau. Hai dây dẫn đặt song song với nhau sẽ hút nhau nếu trong hai dây có dòng điện chạy cùng chiều, và chúng đẩy nhau nếu dòng điện chạy ngược chiều. Như vậy, cuộn dây có dòng điện chạy qua cũng hút hoặc đẩy nhau. Mỗi cuộn dây có dòng điện chạy qua, tương đương với một nam châm, cũng có hai cực. Cực tương đương với cực Bắc của nam châm được gọi là cực bắc của cuộn dây, đó là cực mà nếu nhìn từ ngoài vào cuộn dây, ta thấy dòng điện đi ngược chiều kim đồng hồ. Hai cuộn dây có dòng điện chạy qua hút nhau nếu hai cực khác tên của chúng gần nhau, và đẩy nhau nếu hai cực cùng tên gần nhau.

## Định luật Ampère về lực tương tác giữa hai dòng điện
Lực tương tác giữa hai dòng điện phụ thuộc vào cường độ dòng điện, vào hình dạng của dây dẫn có dòng điện và vào khoảng cách giữa hai dây dẫn. Vì thế không thể xác định được một cách tổng quát lực tác dụng giữa hai dòng điện bất kỳ. Ta chỉ có thể xác định được định luật về lực tương tác giữa hai nguyên tố dòng điện.
Nguyên tố dòng điện là một phần nhỏ của dòng điện, có tiết diện ngang và chiều dài rất nhỏ so với khoảng cách giữa nó với nguyên tố khác mà ta xét. Người ta đặc trưng cho mỗi nguyên tố dòng điện bằng cường độ dòng điện chạy qua nó, độ dài {\displaystyle dl\,} của nó và hướng của nó trong không gian, hay bằng đại lượng véc tơ {\displaystyle I{\vec {dl}}\,} là tích của cường độ dòng điện {\displaystyle I\,} với véc tơ {\displaystyle {\vec {dl}}}. Khái niệm về nguyên tố dòng điện trong các định luật về tương tác từ đóng vai trò như khái niệm về điện tích điểm trong các định luật tương tác điện. Những kết quả thực nghiệm hoàn toàn xác nhận sự đúng đắn của việc tính toán lực tác dụng giữa 2 dòng điện bất kì dựa trên những nhận xét sau đây về lực tác dụng giữa 2 nguyên tố dòng điện.

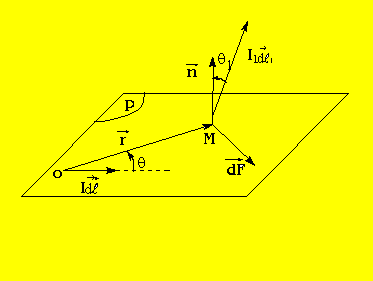
Hai nguyên tố dòng điện trong không gian

Ta hãy xét lực tác dụng giữa 2 nguyên tố dòng điện {\displaystyle I{\vec {dl}}\,} và {\displaystyle I_{1}{\vec {dl_{1}}}\,}. Lực tác dụng giữa 2 nguyên tố tỉ lệ với độ lớn của chúng.
{\displaystyle dF\sim \ Idl.I_{1}{dl}_{1}\,}
Lực này tỉ lệ nghịch với bình phương khoảng cách giữa 2 nguyên tố:
{\displaystyle dF\sim \ {1 \over {r^{2}}}\,}
Độ lớn và hướng của lực phụ thuộc vào hướng của các nguyên tố. Ta hãy xét hai nguyên tố xếp đặt bất kỳ trong không gian như trên hình.
Tổng hợp những kết quả trên đây, ta có thể xác định lực tác dụng giữa hai nguyên tố mạch điện như sau:
Lực từ {\displaystyle {\vec {dF}}} do nguyên tố dòng điện {\displaystyle I{\vec {dl}}\,} tác dụng lên nguyên tố {\displaystyle I_{1}{\vec {dl_{1}}}\,} cách nó một khoảng {\displaystyle {\vec {r}}} là một véc tơ có:
- Phương vuông góc với {\displaystyle I{\vec {dl}}\,} và pháp tuyến {\displaystyle {\vec {n}}} của mặt phẳng chứa {\displaystyle I{\vec {dl}}\,} và {\displaystyle {\vec {r}}}.
- Chiều theo quy tắc vặn nút chai, sao cho ba véc tơ theo thứ tự {\displaystyle {\vec {dl_{1}}}}, {\displaystyle {\vec {n}}} và {\displaystyle {\vec {dF}}} lập thành một hệ véc tơ thuận.
- Độ lớn:

{\displaystyle dF=k.{{Idl.\sin {{\vec {dl}}.{\vec {r}}}.I_{1}dl_{1}.\sin {{\vec {dl}}.{\vec {n}}}} \over r^{2}}\,}
Trong đó {\displaystyle k\,} là một hệ số tỷ lệ, phụ thuộc vào hệ đơn vị mà ta chọn.
Biểu thức trên chính là biểu thức của định luật Ampère về lực tương tác giữa hai nguyên tố dòng điện. Đó là định luật cơ bản về từ, đóng vai trò giống như định luật Coulomb trong tĩnh điện. Nhờ định luật này, ta có thể tính lực tương tác giữa các dòng điện có hình dạng bất kỳ.